# Komlód

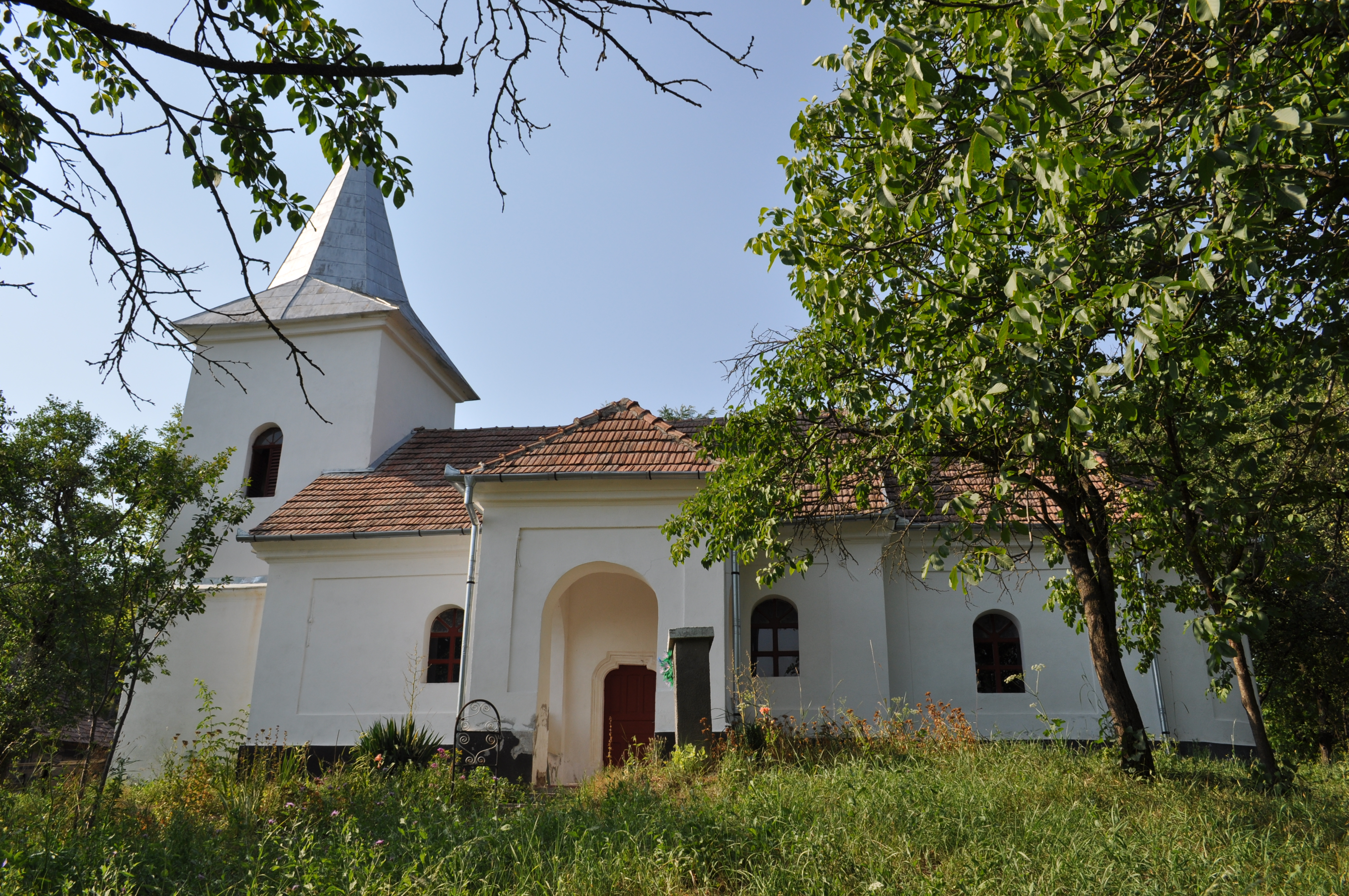
A református templom

Komlód (románul: Comlod, németül: Komeloden) falu Romániában, Erdélyben, Beszterce-Naszód megyében.

## Nevének eredete
Neve a magyar komló főnév -d képzős alakjából való. Először 1322-ben említették még Comlos alakban, majd 1335-ben mint Comlod, illetve Comolod.

## Fekvése
A Mezőségen, a Komlód-patak eredeténél, Szászrégentől 33 kilométerre északnyugatra fekszik.

## Népessége

### A népességszám változása
Népessége az 1941-es népszámlálásig növekedett, majd hatvan év alatt majdnem egyharmadára csökkent.

### Etnikai és vallási megoszlás
- 1910-ben 435 lakosából 221 volt román és 209 magyar anyanyelvű; 230 görögkatolikus, 186 református és 12 zsidó vallású.
- 2002-ben 189 lakosából 155 volt román és 34 magyar nemzetiségű; 146 ortodox és 33 református vallású.

## Története
Kolozs vármegyei falu volt. 1332-ben, Kökényesrenoldi Renold halála után Károly Róbert a Kácsik nemzetséghez tartozó Mihály fia Simon székely ispánra hagyta. 1504-ben a Radófi, Zalaházi, Zalai, Apafi, Ősi, komlódi Ősi, Jakabfi, Komlódi és Galaczi családok birtokolták. Apafi fejedelem 1684-ben Wesselényi Pálnak adományozta. Református gyülekezete 1860-ig anyaegyházat alkotott és 1766-ban 51 férfit és 40 asszonyt számlált.

## Látnivalók
- Romladozó állagú, barokk stílusú Teleki-kastélyát Wesselényi István és felesége, Daniel Polixénia építtette. 1756-ban készült el. A Wesselényi és a Daniel családok címere a bejárat fölött Anton Schuchbauer munkája 1786-ból. A 19. században került a Teleki család tulajdonába.
- Református temploma eredeti formájában a 14. században épült. A 15. században gótikus stílusban átalakították. A déli kapuzat a 16. században készült. A 19. század végén újították fel.  A Petrichevith Horváth család sírköve. Az elhunytak a következők: Petrichevith Horváth Kozma, aki Báthory István királynak és utódainak szolgált, 1573-tól fogarasi várkapitány, 1582-1587-ben a fogarasi vár provizora és prefektusa, 1588-ban tanácsúr; meghalt 1590. ápr. 28-án. Ugyanott nyugszik felesége, Petki Borbála († 1595. febr. 7). A sírkövet Petrichevith Horváth Ferenc állíttatta szüleinek és Judit nevű kislányának († 1598 ápr. 9). Tornyában 16–18. századi sgraffitók láthatóak. Harangja 15. század végi–16. század eleji.
- Ortodox, eredetileg görögkatolikus fatemploma a 19. század elején épült, de csak 1915-ben hozták a faluba, miután a korábbi fatemplom 1912-ben összedőlt.[2]
- A volt magyar állami iskola épülete 1912-ben készült, Toroczkai Wigand Ede tervei alapján.[3] Az állami iskolát magát 1896-ban alapították, közösen Komlód és a szomszédos Oroszfája falvak lakói számára.

## Képek

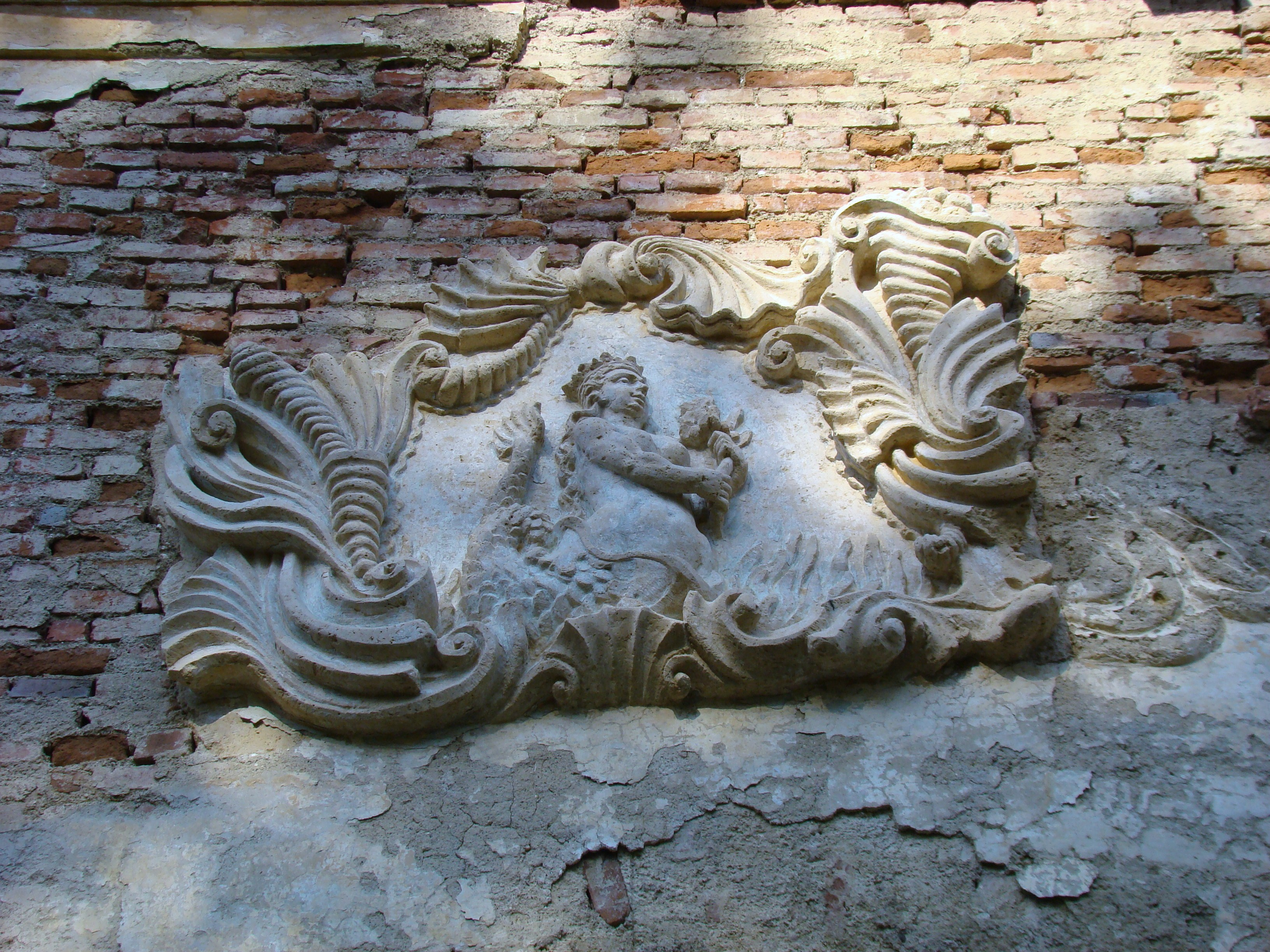
A Wesselényi-címer
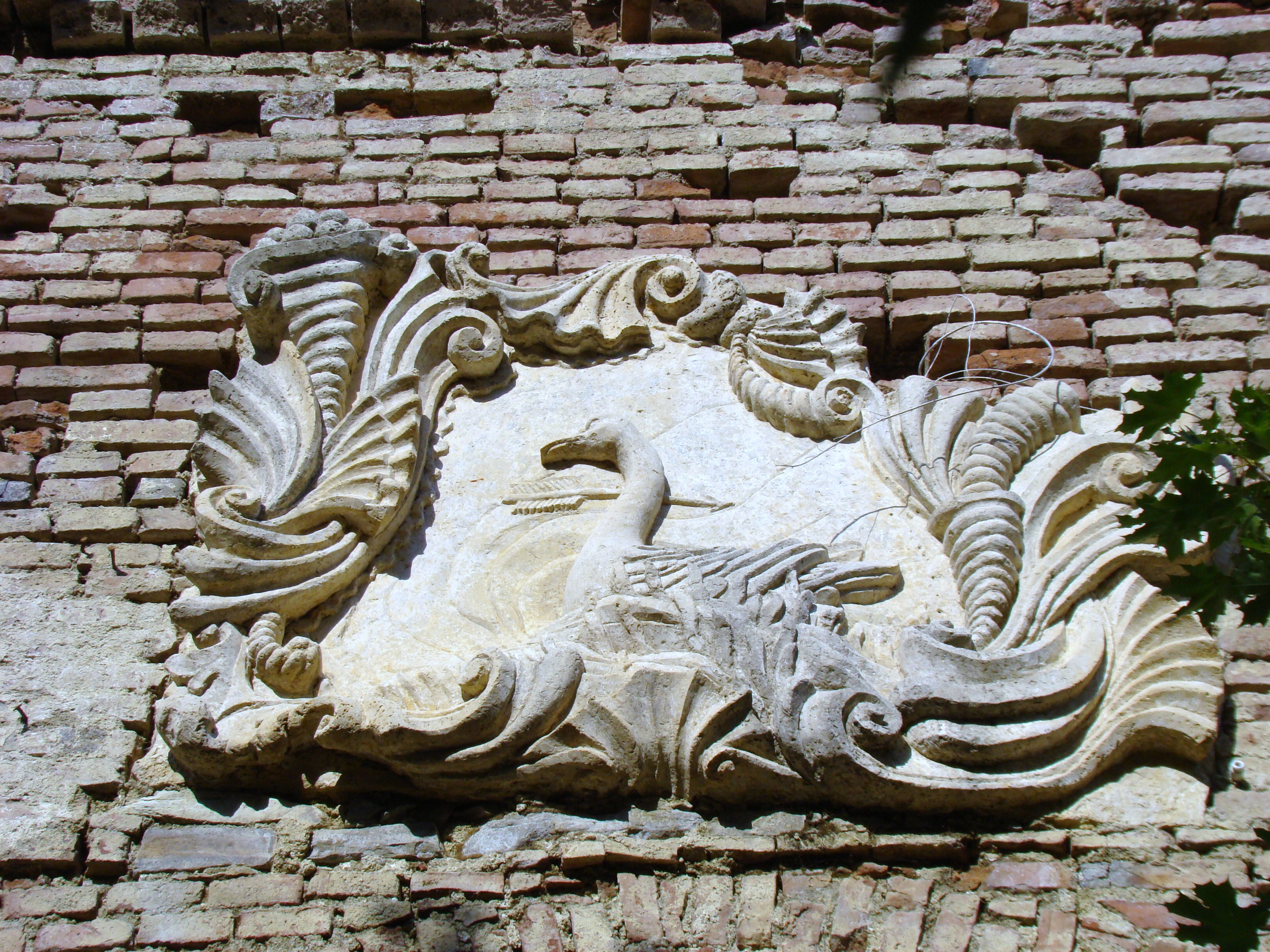
A Daniel-címer
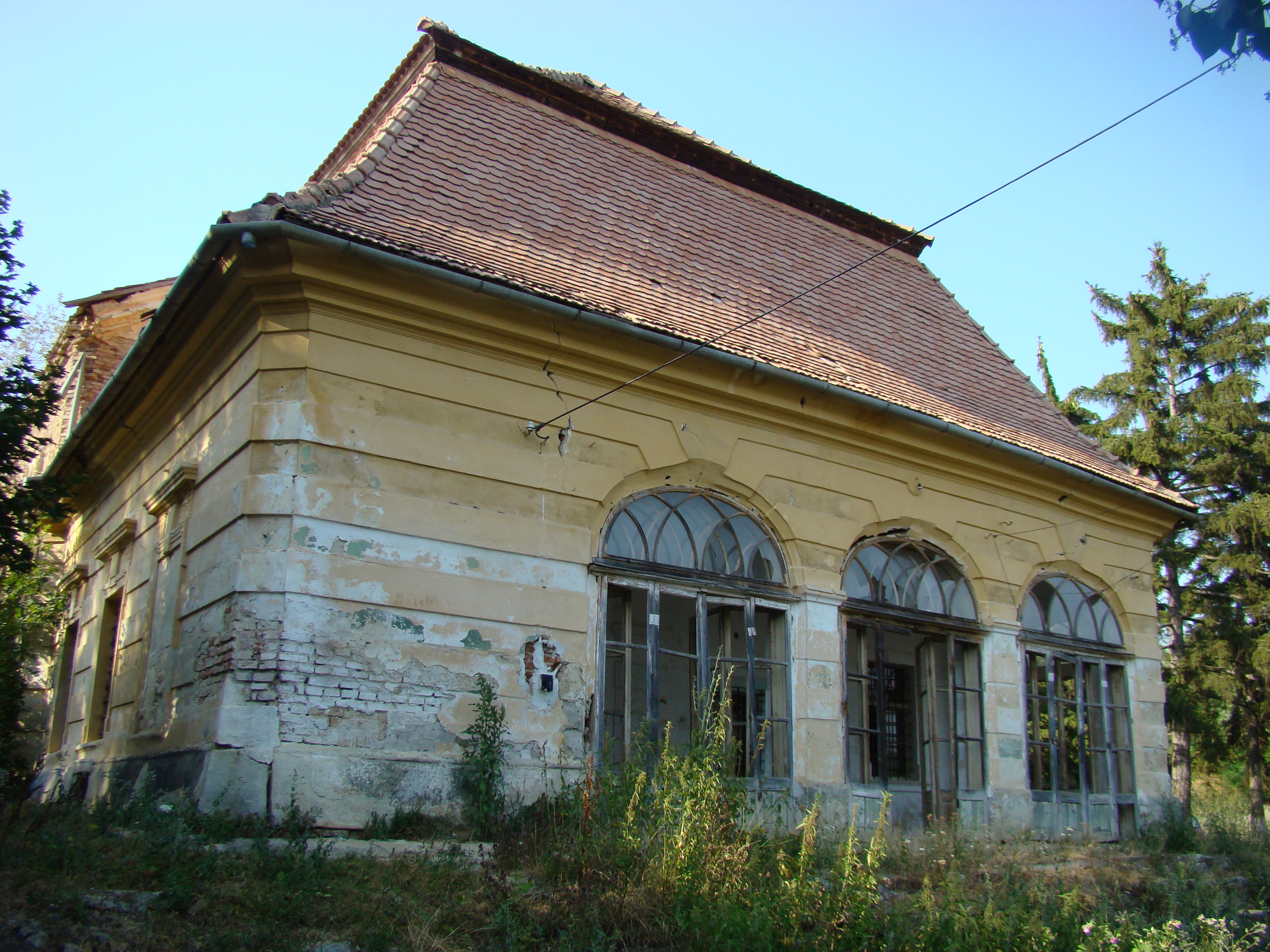
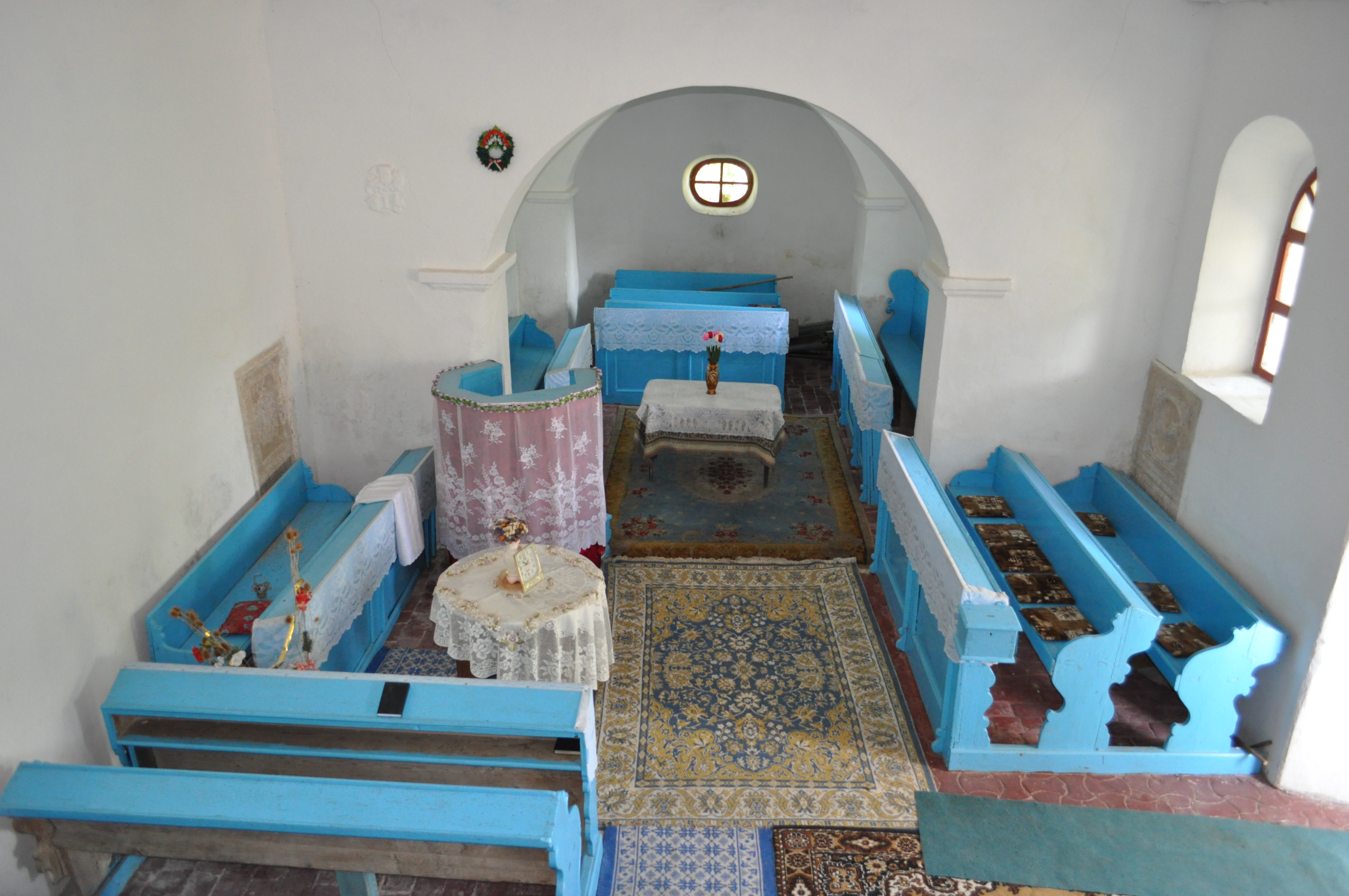
A református templom belső tere
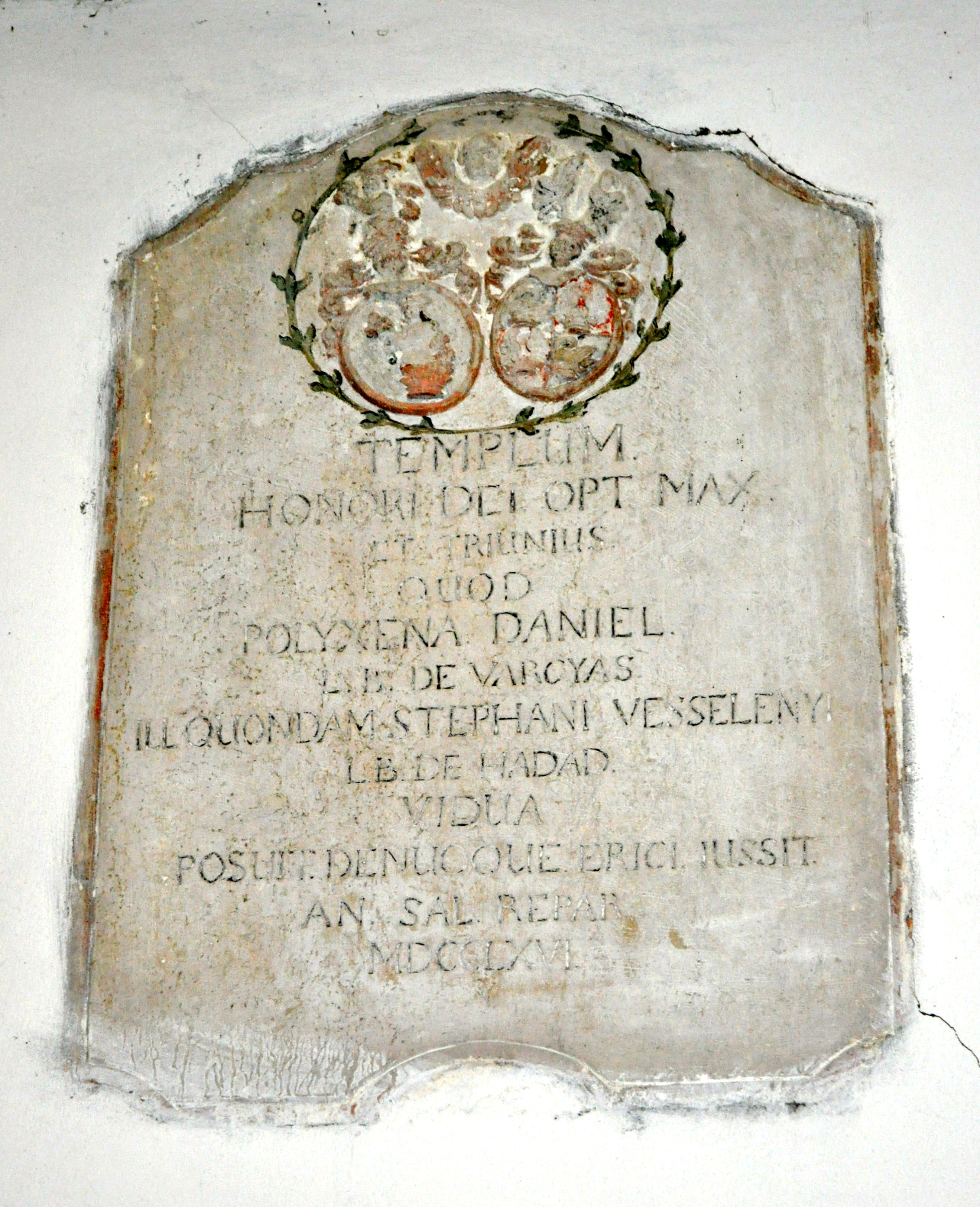
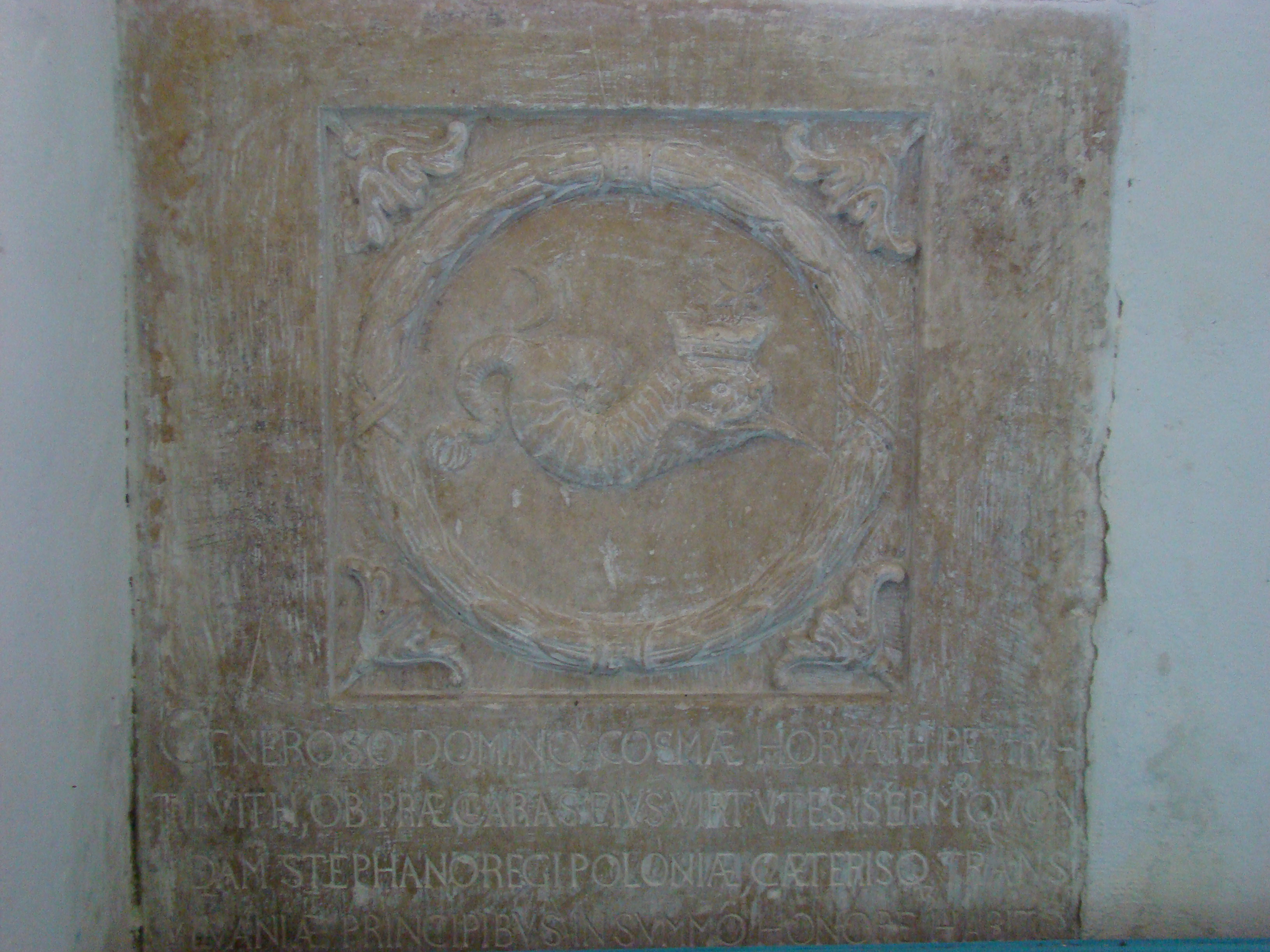
Petrichevich Horváth sírköve
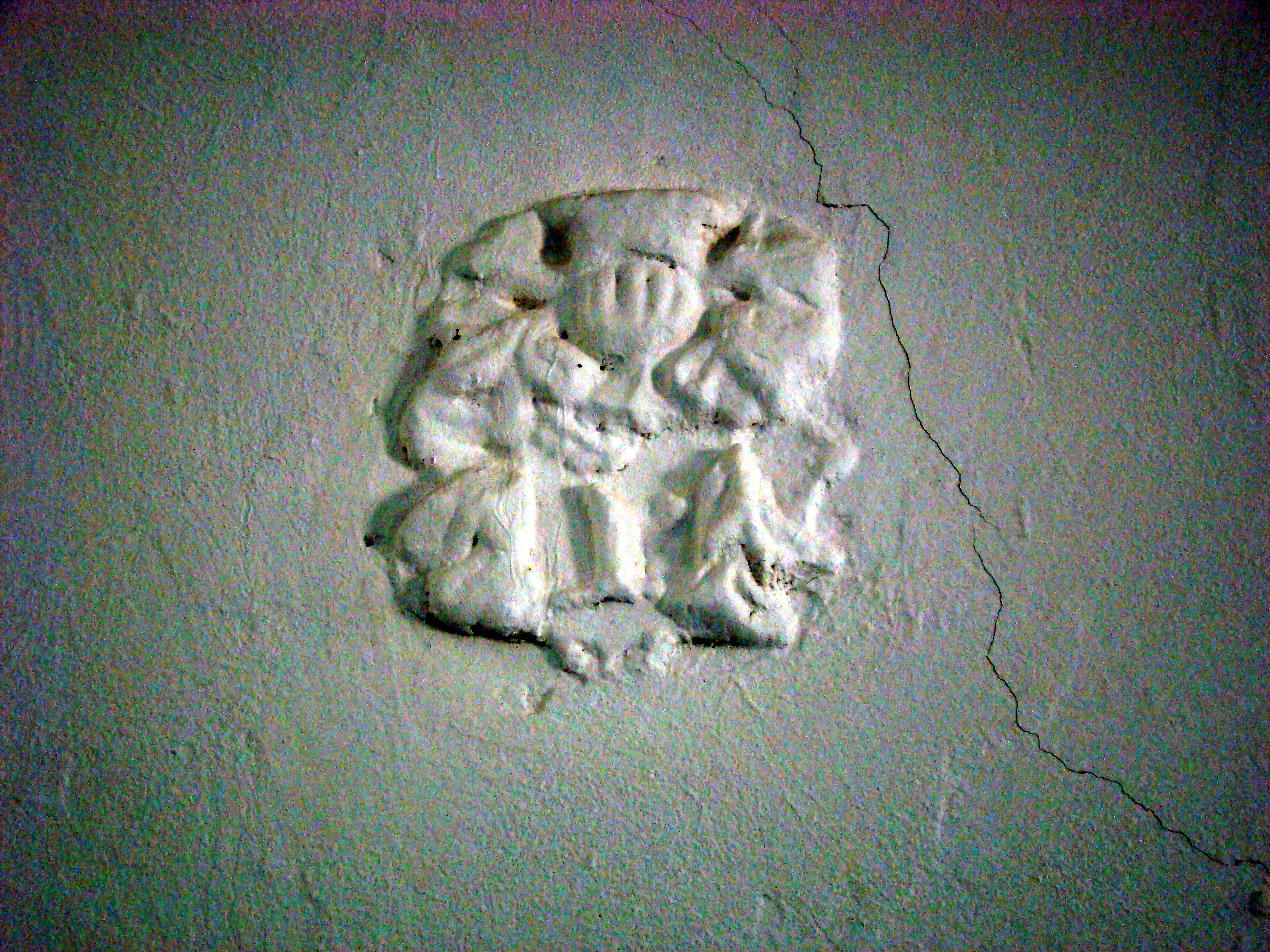